# Maarten Hutman
Maarten Hutman (Ommen, 1998), werkend onder zijn pseudoniemen jan henk of NONCHELANGE, is een Nederlandstalige artiest. Hij speelt gitaar en slagwerk, onder meer in het nummer Je moeder heet Henk (2021)
In 2020 bracht hij het nummer Symptomen uit.
In 2022 stond Hutman op Noorderslag. Hij won tevens de Popprijs Overijssel.

## Discografie

### Albums
- Muziek voor de luisteraar (2023) - als NONCHELANGE